# Teatre Windsor
El Cinema Windsor Palace va ser va ser una sala de cinema ubicada a l'avinguda Diagonal de Barcelona, dissenyat per l'arquitecte Josep Maria Sagnier i Vidal. El seu propietari era Josep Fugarolas, empresari del Liceu. Va inaugurar-se l'11 d'octubre de 1946.
S'hi va estrenar la pel·lícula Gilda. Va estar en funcionament fins a la fi de l'any 1970. El diari El Noticiero Universal era entusiasmat: «Una monumental façana, de marcat caràcter senyorial, acusa les proporcions de classe d'un
grandiós edifici que sedueix per les seves belles línies i l'estil modern.»
El 1954 la sala de festes del tercer pis va ser transformada en teatre de butxaca, el primer del país, anomenat Windsor Palace Teatro Club o Teatre Windsor. Hi va establir companyia de teatre Adolfo Marsillach. A final d'any de 1955, Louis Armstrong va fer-hi tres concerts, organitzats pel Hot Club de Barcelona. L'edifici que acollia el cinema va ser enderrocat i reemplaçat per un bloc d'oficines que només va conservar el nom de Windsor.

## Programació teatral
- 1955. Desde los tiempos de Adán[4]
- 1955, abril. La cocina de los ángeles d'Albert Husson
- 1955, setembre. Bobosse, original d'André Roussin. Direcció d'Adolfo Marsillach.
- 1956, febrer. Esperando a Godot de Samuel Beckett.
- 1956, febrer. La hora de la fantasía d'Anna Bonacci
- 1956, octubre. Harvey de Mary Chase. Direcció: Adolfo Marsillach.
- 1957. Mi adorado Juan, original de Miguel Mihura.
- 1958, febrer. George & argaret de Gérald Savory. Adaptació de Xavier Regàs. Direcció d'Adolfo Marsillach.
- 1958, novembre. Patata, original de Marcel Achard, versió de Juan Ignacio Luca de Tena.
- 1958. La barca d'Amílcar.
- 1962. Topaze de Marcel Pagnol. Amb Alejandro Ulloa i Carmen de Lirio.
- 1963, abril. Las mujeres nos asustan, original de Jean de Létraz, i adaptació de Félix Ros.
- 1964. El baúl de los disfraces. Original de Jaume Salom. Direcció de Josep Maria Loperena.[5]
- 1965. El paraguas y el sombrero d'Agustín de Quinto.
- 1965. Una noche deliciosa de Jacques Deval, amb Alejandro Ulloa.
- 1965, juny. Pariente lejano sin sombrero, original de Mercedes Ballesteros.
- 1965, juny. Otelo de William Shakespeare, amb Alejandro Ulloa.
- 1965, novembre. Espejo para dos mujeres de Jaume Salom.
- 1966. Un elefante blanco, de Xavier Regàs.
- 1967. La innocència jeu al sofà, de Jaume Picas.
- 1968, 11 gener. El meu marit té una turca, original de Rafael Richart.
- 1968. Verde doncella, d'Emilio Romero, direcció de José María Morera.
- 1968. La vida sentimental, de Louis Velle, direcció d'Antoni Chic.
- 1968, 3 de desembre. L'enterrament és a les quatre, de Joan Vila Casas. Direcció d'Antoni Chic.
- 1969. Aquell atractiu que es diu el knack o qui no té grapa no endrapa. Direcció de Ventura Pons.
- 1970, març. Vostè serà meva, original de Louis Verneuil.